# John Willard
John Willard (28 de noviembre de 1885 – 30 de agosto de 1942) fue un dramaturgo y actor de nacionalidad estadounidense. 

## Biografía
Nacido en San Francisco, California, su obra más famosa fue El gato y el canario (1922), que fue adaptada al cine en 1927 como El legado tenebroso. La obra fue también adaptada en 1930, 1939 (con Bob Hope y Paulette Goddard) y en 1979 (por Radley Metzger). Willard fue también autor de The Blue Flame (1920), escrita en colaboración con George V. Hobart.
John Willard falleció en Los Ángeles, California, en 1942.

## Selección de sus obras
- 1920 : The Blue Flame (con George V. Hobart)
- 1922 : El gato y el canario
- 1924 : The Green Beetle

## Selección de su filmografía
Director
- 1930 : The Cat Creeps, codirigida con Rupert Julian

Actor
- 1920 : Fantomas
- 1922 : Sherlock Holmes
- 1933 : Victims of Persecution

Guionista
- 1932 : The Mask of Fu Manchu, de Charles Brabin